# Sabino (futebolista, 1996)
José Sabino Chagas Monteiro (Brasília, 25 de outubro de 1996), mais conhecido apenas como Sabino, é um futebolista brasileiro que atua como zagueiro. Atualmente joga no São Paulo.

## Carreira

### Início
Sabino nasceu na cidade de Brasília, no Distrito Federal, mas com uma semana de vida mudou-se para Santa Rita de Cássia, município do interior da Bahia. Filho do ex-jogador Kédimo Melo, que atuou por Tiradentes, Portuguesa Santista, Jabaquara e Sobradinho, e Carlita Chagas, uma funcionária pública. Sabino iniciou em uma escolinha de sua cidade com apenas três anos, mas com sete que seu pai começou a investir mais em seu futebol.
Atuou na escolinha Craque do Futuro até os 11 anos de idade, o de um ano depois passou em um teste no clube paranaense PSTC. Sabino foi bem no clube mas ficou por cinco meses, mas devido ao Conselho Tutelar após uma vistoria não ter permitido sua continuidade por conta da idade, retornou à Santa Rita. Chegou a tentar uma volta ao clube, mas não passou na nova avaliação.
Também fez testes na Portuguesa Santista, no São Paulo e no Santos, mas acabou reprovado nos três. No último, acabou não passando por estar com uma infecção intestinal. Em 2012, Sabino tentou novamente entrar no Peixe após o clube realizar uma avaliação na cidade São Desidério, também na Bahia. Passando nessa primeira etapa, foi chamado para mais um período de teste no CT Rei Pelé, onde passou.

### Santos
Na base do Alvinegro Praiano, Sabino passou pelas categorias Sub-17 e Sub-20, onde foi campeão do Torneio Internacional de Durban, na África do Sul em 2014.
Sabino seria integrado ao time principal em janeiro de 2016, mas um trauma ósseo impediu-o. Em seu lugar, subiu Lucas Veríssimo. Em 28 de setembro de 2017, foi anunciada a renovação de seu contrato até 29 de setembro de 2022. Atuando pelo Santos B (Sub-23), antes de ter uma lesão no menisco em novembro de 2017, Sabino havia atuado em 22 dos 24 jogos do clube temporada e era o segundo capitão da equipe. Também foi um dos destaques do time B em 2018, mas não teve espaço no profissional.

### Coritiba

#### 2019
Encostado no Santos B e preterido pelo técnico Jorge Sampaoli no time principal, em 28 de janeiro Sabino foi anunciado por empréstimo ao Coritiba até o final de 2019, sendo o reforço do clube para a temporada. Apresentado no dia seguinte e regularizado para fazer sua estreia, estreou pelo Coxa na vitória de 2–1 no Atletiba da 4ª rodada do Campeonato Paranaense.
Marcou seu primeiro gol logo na sua terceira partida, no empate de 2–2 com o Operário Ferroviário em 10 de fevereiro na última rodada da fase de grupos do Campeonato Paranaense. Além das boas atuações, até outubro era o zagueiro com mais gols na Série B, com quatro bolas na rede.
Ajudou o Coxa a conquistar o acesso à Série A, sendo um dos que mais atuou pelo clube na temporada com 41 partidas e o terceiro artilheiro com cinco gols marcados. Só na Série B, foram 30 partidas e quatro tentos, além de ser eleito para a Seleção da competição. Em uma votação feita para eleger os preferidos para ficarem no elenco para a temporada seguinte, Sabino ficou em primeiro e teve 95% de aprovação.

#### 2020
Em janeiro, foi anunciada a prolongação de seu empréstimo até o fim do ano. Nesse período, o Peixe vetou sua venda para o Kashiwa Reysol, do Japão, que ofereceu 700 mil dólares (R$ 3,6 milhões) em 2019. A oferta foi recusada devido ao fato da diretoria do clube querer contar o atleta ao fim do empréstimo com o Coritiba.
Até outubro, foram 57 partidas e nove gols pelo Coxa. Com as excelentes atuações e os gols de pênalti, Sabino conquistou a torcida, que apelidou-lhe de "Sabigol". Inclusive, passou ser o cobrador de pênaltis oficial suspirando o ídolo do clube Wilson e Neilton, que também batiam.
Até o fim do primeiro turno da Série A, Sabino era o jogador com melhor índice de bloqueios de finalizações, com 19 intervenções e 18 jogos. Em 8 de novembro, Sabino fez um dos gols no empate de 2–2 com Internacional na 20ª rodada do Campeonato Brasileiro. Com o gol, chegou a 11 com a camisa alviverde e alcançou a oitava colocação dos zagueiros com mais gols pelo clube. No mesmo mês, foi informado que o Coritiba conseguiu uma ampliação de seu empréstimo até fevereiro de 2021 devido à Pandemia de Coronavírus que alterou o calendário. Sabino era um dos principais jogadores e artilheiros do time com seis gol juntamente com Robson.
Sabino deixou o Coritiba em fevereiro de 2021, depois de duas temporadas emprestado. Foram 87 partidas disputadas e 11 gols feitos.

### Retorno ao Santos

#### 2021
Sabino retornou ao em fevereiro e fez sua estreia oficial pelo Santos em 3 março de 2021, no empate de 1–1 com a Ferroviária na segunda rodada do Campeonato Paulista. Alémdae sua estreia, fez o gol do Peixe na partida. No mesmo mês, foi anunciada a renovação de seu contrato 2025.
Foi relacionado para as duas partidas seguintes contra o São Paulo no Paulista e o Deportivo Lara na Libertadores, mas não atuou.
Entretanto, em 9 de abril, o Santos comunicou que havia rescindido o contrato de Sabino devido ao alto salário recebido, que estava fora realidade financeira do clube que passava por dificuldades. O Alvinegro ainda acertou que teria 10% do valor de uma futura venda do jogador, que estava negociando com o Sport.

### Sport
Em 12 de abril, Sabino foi anunciado como novo reforço do Sport. Para assinar com o Leão, Sabino reduziu seus vencimentos.
Sabino fez sua estreia em 2 de maio na vitória por 3–0 sobre o Náutico na 9ª rodada Campeonato Pernambucano, entrando aos 22 minutos do segundo tempo. Após quase três meses de sua última titularidade quando ainda estava no Santos, fez sua estreia como titular em 30 de maio no empate de 1–1 com Internacional na primeira rodada do Brasileirão. Com a saída do titular absoluto Adryelson, Sabino passou a receber mais oportunidades. Atingiu a marca de 100 jogos no profissional em julho contra o Fluminense, na 12ª rodada do Campeonato Brasileiro.
Titular absoluto com Enderson Moreira, Sabino sofreu uma entorse contra a Chapecoense em 22 de outubro e perdeu as  três rodadas seguintes da Série A. Porém, em 14 de novembro foi anunciado pelo clube que perderia também as últimas duas rodadas pelo diagnóstico de uma fissura no pé esquerdo. Nesta temporada, Sabino disputou 37 partidas.

#### 2022
Após uma primeira tentativa malsucedida em janeiro, o Ceará buscou a contratação de Sabino novamente em fevereiro. Nesta temporada, disputou 52 partidas na temporada.

#### 2023
Em 23 de janeiro de 2023, Sabino fez seu primeiro gol com a camisa do Sport na vitória por 2–0 sobre o ABC na estreia da Copa do Nordeste, após 93 partidas.
Ao fazer um gol na vitória por 2–0 contra a Campinense em 5 de fevereiro na segunda rodada da Copa do Nordeste, Sabino chegou a três gols em sete partidas na temporada após passar em branco em suas duas primeiras partidas. Sagrou-se campeão pernambucano ao bater o Retrô no jogo de volta da final por 2–0 (venceu também a ida por 2–1), ajudando o Leão a conquistar seu 43º título na competição. Esse foi o primeiro título da carreira de Sabino.
Em 1 de junho, teve uma excelente atuação ao contribuir com dois gols na vitória de 3–1 sobre o São Paulo no jogo de volta das oitavas da Copa do Brasil, após derrota de 2–0 na ida, levando o jogos às penalidades. Bateu a primeira e converteu sua cobrança, mas o Leão do Retiro acabou sendo derrotado por 5–3 e eliminado da competição. Com os gols, chegou a seis e igualou sua temporada mais goleadora pelo Coritiba, em 2020.
Nessa temporada, foram 58 partidas e sete gols pela Leão.

#### 2024
Após três temporadas, o Sport anunciou em 4 de março de 2024 que havia chegado num acordo com Sabino para antecipar sua saída do clube um mês antes do fim de seu contrato. Foram 147 partidas e sete gols feito, com um título Pernambucano conquistado.

### São Paulo
Sem clube depois de deixar o Sport, Sabino foi anunciado como novo reforço do São Paulo em 15 de março, assinando contrato de produtividade de três meses até junho. no final do mês, foi inscrito para disputar a Copa Libertadores com a camisa 35.
Após 49 dias, Sabino fez sua estreia pelo São Paulo em 3 de maio, entrando aos 25 minutos do segundo tempo no lugar de Diego Costa, na vitória por 3–1 sobre o Águia de Marabá, no jogo de ida da terceira fase da Copa do Brasil.

## Estilo de jogo
Sabino destaca-se por ser um zagueiro técnico, inteligente e com liderança, além de um eximino cobrador de pênaltis.

## Títulos
Sport
- Campeonato Pernambucano: 2023

### Prêmios individuais
- Seleção do Campeonato Brasileiro Série B: 2019